# José Pablo Córdoba
José Pablo Córdoba Pérez (ur. 10 grudnia 1998 w Nicoyi) – kostarykański piłkarz występujący na pozycji napastnika, od 2020 roku zawodnik Guanacasteki.